# Eidfjord (fjord)
De Eidfjord is een fjord in Noorwegen bij het gelijknamige plaatsje.
De Eidfjord is een zijtak van de Hardangerfjord.
In het plaatsje Eidfjord komen geregeld cruiseschepen aan, de passagiers gaan dan een tocht maken over de Hardangervidda, een hoogvlakte. Sinds 2013 kunnen enkele kleinere cruiseschepen nog tot Eidfjord doorvaren door de doorvaarthoogte van 55 m van de Hardangerbrua. Op de fjord zijn tevens rondvaarten te maken en zijn er diverse veerverbindingen.
De Hardangerbrua (Hardangerbrug), een hangbrug die deel uitmaakt van de Riksvei 13, over de fjord verkort de snelste van de wegverbindingen tussen Oslo en Bergen. De brug heeft met 1.310 meter de langste overspanning van alle Noorse bruggen.

## Galerij

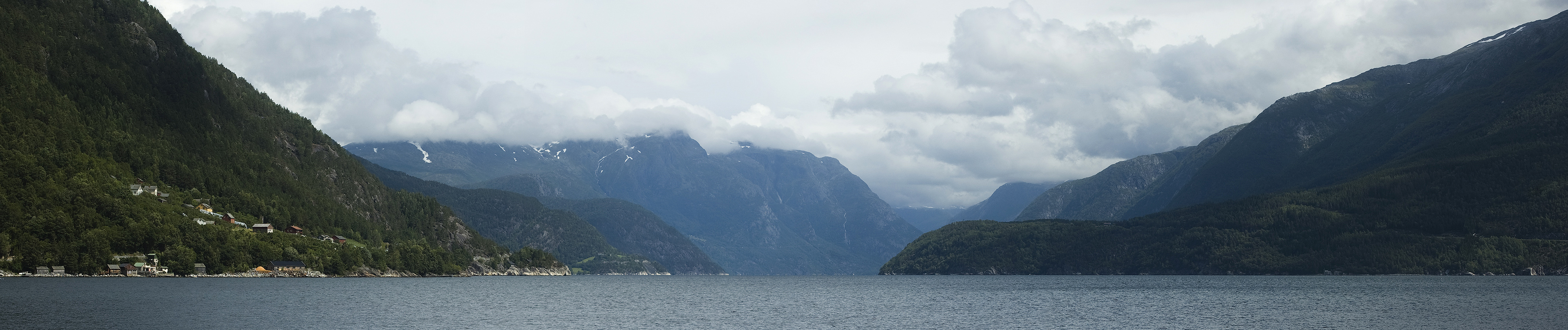
Panorama Eidfjord
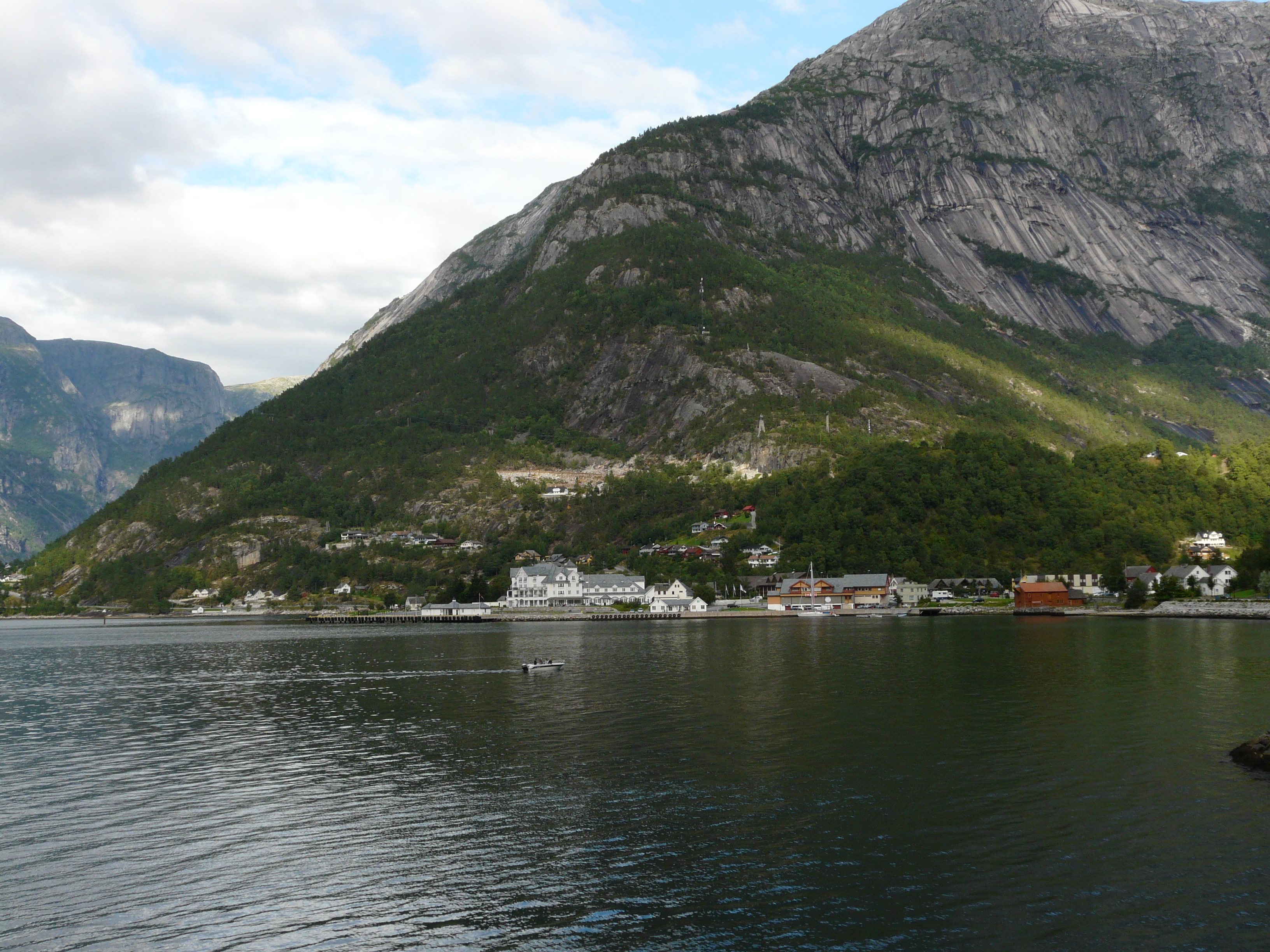
Eidfjord